# Мидија (Пенсилванија)
Мидија (енгл. Media) град је у америчкој савезној држави Пенсилванија.

## Демографија
По попису из 2010. године број становника је 5.327, што је 206 (-3,7%) становника мање него 2000. године.
| Група             | 2000.         | 2010.         |
| Белци             | 4.420 (79,9%) | 4.358 (81,8%) |
| Афроамериканци    | 787 (14,2%)   | 564 (10,6%)   |
| Азијати           | 111 (2,0%)    | 186 (3,5%)    |
| Хиспаноамериканци | 104 (1,9%)    | 135 (2,5%)    |
| Укупно            | 5.533         | 5.327         |